# Denkendorf (Württemberg)
Die Gemeinde Denkendorf (schwäbisch Denggadorf ['deŋgɐ̃dɔrf]) liegt im Landkreis Esslingen in Baden-Württemberg. Sie gehört zur Region Stuttgart (bis 1992 Region Mittlerer Neckar) und zur europäischen Metropolregion Stuttgart.

## Geographie

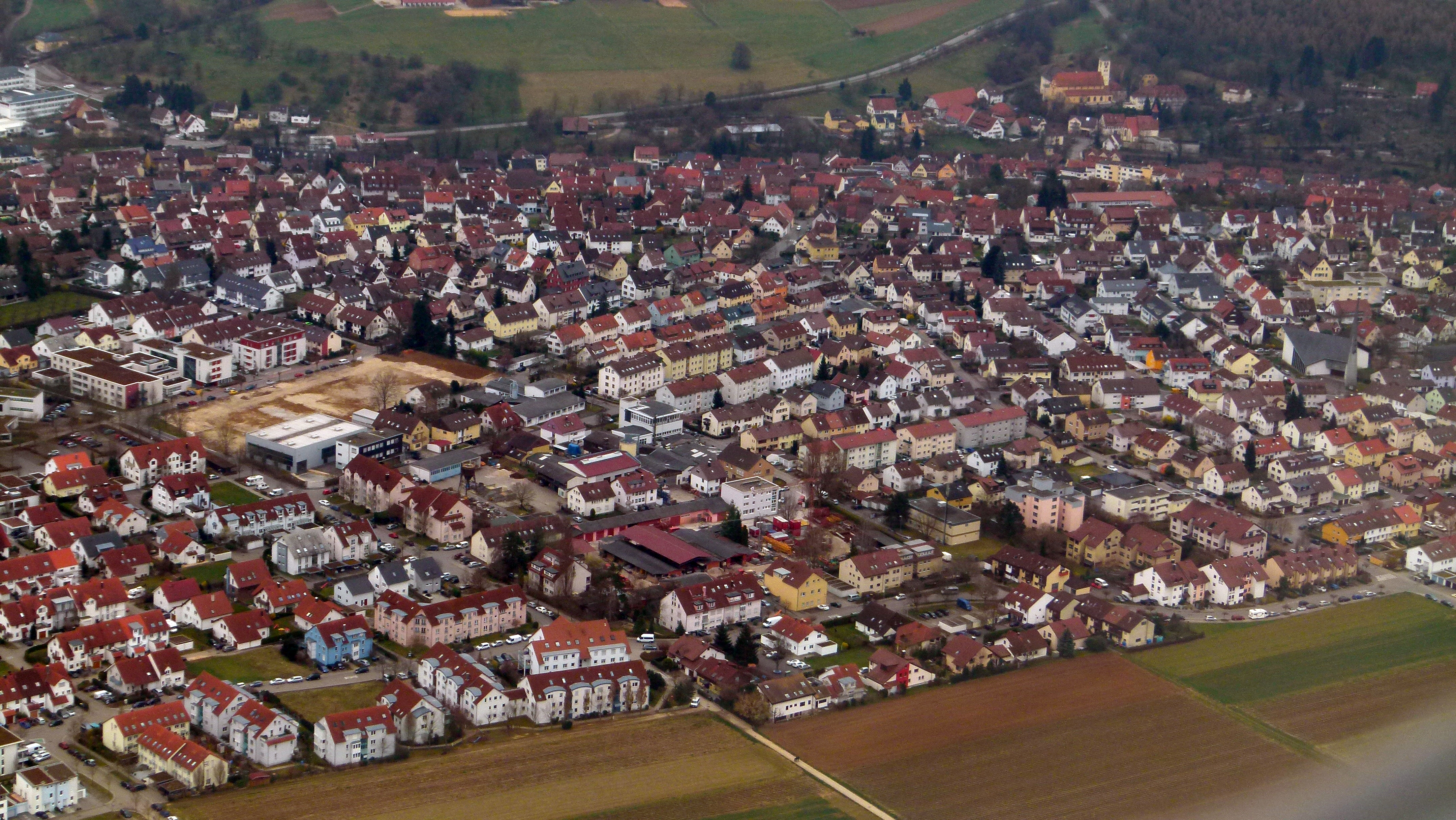
Luftbild von Denkendorf

Denkendorf liegt auf der östlichen Filderebene an den Hängen zum Körsch- und zum unteren Sulzbachtal. Das namengebende Dorf ist in Luftlinie knapp fünf Kilometer südlich von der Kreisstadt Esslingen entfernt.
Zu Denkendorf gehören das Dorf Denkendorf, das Gehöft Spieth-Hof und das Haus Friedrichsmühle sowie die abgegangene Ortschaft Der hangende Hof.
Angrenzende Gemeinden sind die Kreisstadt Esslingen am Neckar im Norden, die Gemeinden Deizisau im Nordosten, Köngen im Osten, Unterensingen kurz im Süden, Neuhausen auf den Fildern im Westen sowie die Stadt Ostfildern im Nordwesten, die alle ebenfalls dem Landkreis Esslingen angehören.

### Flächenaufteilung
Nach Daten des Statistischen Landesamtes, Stand 2014.

## Geschichte

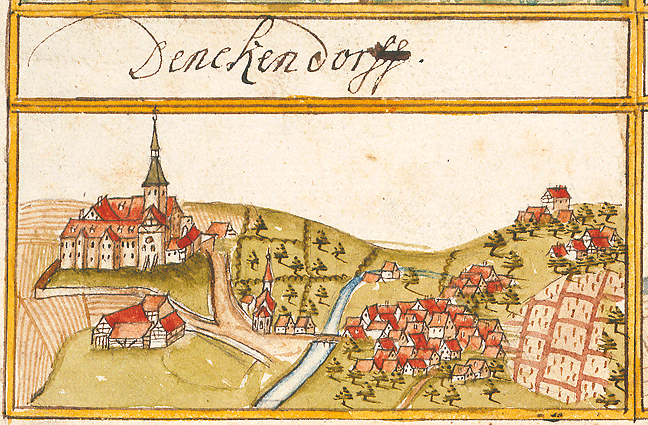
Denkendorf 1683/1685 im Kieserschen Forstlagerbuch

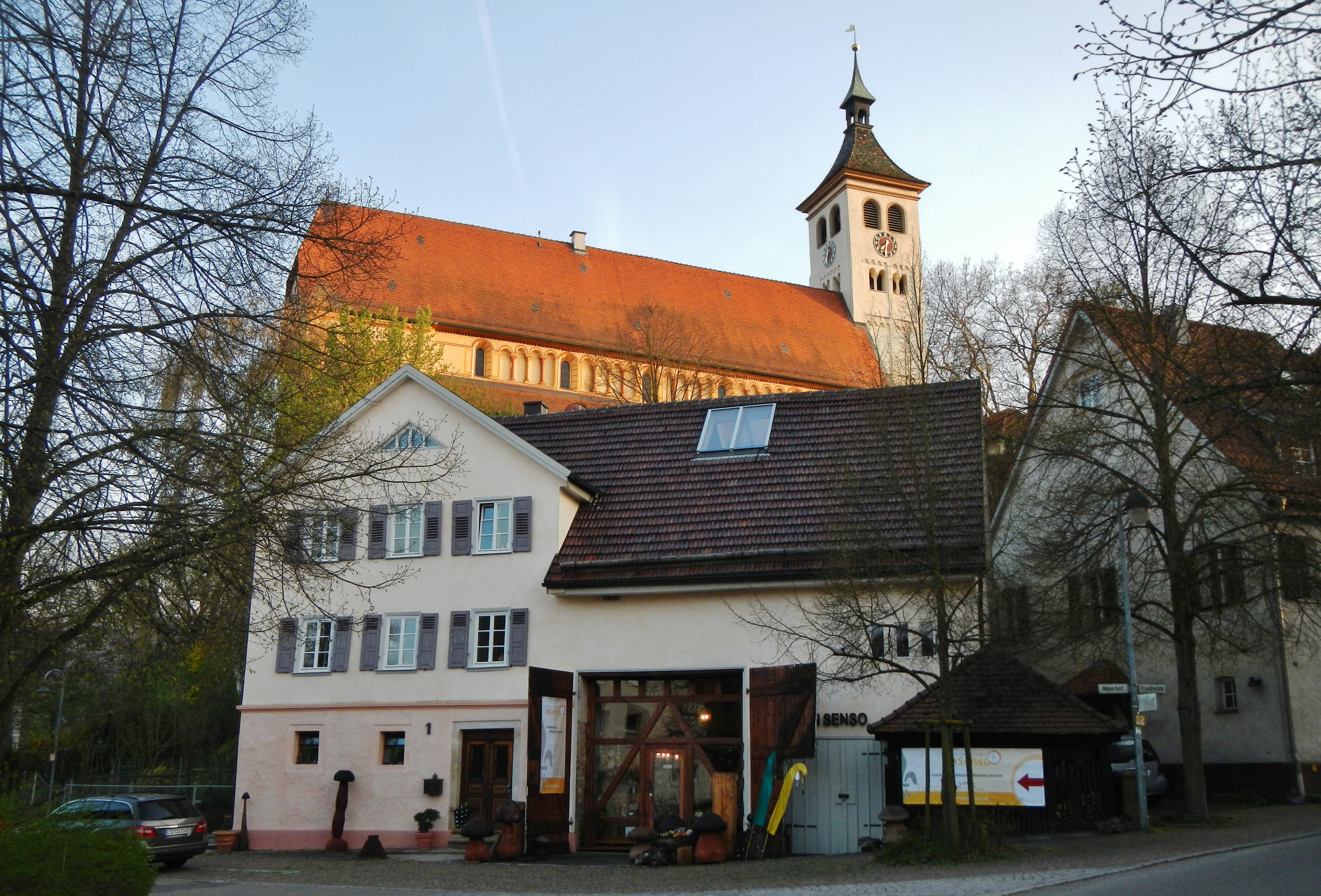
Kloster Denkendorf

Keltische Bodenfunde zeigen, dass das Gemeindegebiet schon vor dem Jahre 700 v. Chr. besiedelt war. Urkundlich erwähnt wird Denkendorf erstmals 1129 in einem Schriftstück, in dem Papst Honorius II. das Kloster Denkendorf unter seinen Schutz nimmt. Der Ort dürfte aber schon länger zuvor bestanden haben. Beim Bau der Reichsautobahn (heutige Autobahn A8) im Jahre 1935 wurde ein alemannisches Reihengräberfeld aufgedeckt, das in die Zeit kurz vor 700 n. Chr. datiert wird.
Im Hochmittelalter lag Denkendorf innerhalb des Herrschaftsbereichs des Herzogtums Schwaben. Vom Spätmittelalter bis zur Reformation war die Ortsgeschichte geprägt durch die Herrschaft des Klosters Denkendorf. Mit der Aufhebung des Klosters in der Zeit der Reformation wurde Denkendorf zusammen mit den Nachbarorten Altdorf und Berkheim dem nun württembergischen Klosteramtsbezirk unterstellt. Im Dreißigjährigen Krieg erlitt auch Denkendorf nach der für Württemberg verlorenen Schlacht bei Nördlingen zwischen den Jahren 1634 und 1639 brutale Plünderungen und Zerstörungen. Bis zum Jahr 1584 und erneut von 1713 bis 1810 beherbergte Denkendorf eine evangelische Klosterschule. Der Ort kam 1808 bei der Umsetzung der neuen Verwaltungsgliederung im Königreich Württemberg zum Oberamt Esslingen. Bei der Kreisreform während der NS-Zeit in Württemberg gelangte die Gemeinde 1938 zum Landkreis Esslingen. Nach dem Zweiten Weltkrieg wurde der Ort Teil der Amerikanischen Besatzungszone und gehörte somit zum neu gegründeten Land Württemberg-Baden, das 1952 im jetzigen Bundesland Baden-Württemberg aufging.
In der Kreis- und Gemeindereform 1973/74 konnte Denkendorf seine Selbständigkeit unverändert bewahren.

### Einwohnerentwicklung
Die Einwohnerzahlen sind Volkszählungsergebnisse (¹) oder amtliche Fortschreibungen des Statistischen Landesamtes (nur Hauptwohnsitze).
| Jahr                 | Einwohnerzahl |
| -------------------- | ------------- |
| 1544                 | ca. 550       |
| 1634                 | ca. 900       |
| 1655                 | ca. 390       |
| 1763                 | ca. 900       |
| 1. Dezember 1871 ¹   | 1.408         |
| 1. Dezember 1900 ¹   | 1.863         |
| 17. Mai 1939 ¹       | 2.685         |
| 13. September 1950 ¹ | 3.908         |
| 6. Juni 1961 ¹       | 6.423         |
| 27. Mai 1970 ¹       | 9.736         |
| 25. Mai 1987 ¹       | 9.719         |
| 31. Dezember 1995    | 10.208        |
| 31. Dezember 2000    | 10.243        |
| 31. Dezember 2005    | 10.529        |
| 31. Dezember 2010    | 10.467        |
| 31. Dezember 2015    | 10.707        |
| 31. Dezember 2020    | 11.207        |

Nach dem Ende des Zweiten Weltkriegs stieg die Einwohnerzahl sprunghaft an. Sie hat sich von 1945 bis 1995 vervierfacht.

## Politik

### Gemeinderat
Der Gemeinderat in Denkendorf besteht aus den gewählten 18 ehrenamtlichen Gemeinderäten und dem Bürgermeister als Vorsitzendem. Der Bürgermeister ist im Gemeinderat stimmberechtigt.
Die Kommunalwahl am 9. Juni 2024 führte zu folgendem Endergebnis.
| Parteien und Wählergemeinschaften | Parteien und Wählergemeinschaften           | % 2024  | Sitze 2024 | % 2019  | Sitze 2019 | Kommunalwahl 2024 %50403020100 44,28 %30,64 %11,72 %13,36 % FWCDUSPDGrüneGewinne und Verlusteim Vergleich zu 2019 %p 14 12 10 8 6 4 2 0 −2 −4 −6 −8−10−5,41 %p+2,01 %p−9,96 %p+13,36 %pFWCDUSPDGrüne |
| FW                                | Freie Wählervereinigung Denkendorf          | 44,28   | 8          | 49,69   | 9          | Kommunalwahl 2024 %50403020100 44,28 %30,64 %11,72 %13,36 % FWCDUSPDGrüneGewinne und Verlusteim Vergleich zu 2019 %p 14 12 10 8 6 4 2 0 −2 −4 −6 −8−10−5,41 %p+2,01 %p−9,96 %p+13,36 %pFWCDUSPDGrüne |
| CDU                               | Christlich Demokratische Union Deutschlands | 30,64   | 6          | 28,63   | 5          | Kommunalwahl 2024 %50403020100 44,28 %30,64 %11,72 %13,36 % FWCDUSPDGrüneGewinne und Verlusteim Vergleich zu 2019 %p 14 12 10 8 6 4 2 0 −2 −4 −6 −8−10−5,41 %p+2,01 %p−9,96 %p+13,36 %pFWCDUSPDGrüne |
| SPD                               | Sozialdemokratische Partei Deutschlands     | 11,72   | 2          | 21,39   | 4          | Kommunalwahl 2024 %50403020100 44,28 %30,64 %11,72 %13,36 % FWCDUSPDGrüneGewinne und Verlusteim Vergleich zu 2019 %p 14 12 10 8 6 4 2 0 −2 −4 −6 −8−10−5,41 %p+2,01 %p−9,96 %p+13,36 %pFWCDUSPDGrüne |
| GRÜNE                             | Bündnis 90/Die Grünen                       | 13,36   | 2          | –       | –          | Kommunalwahl 2024 %50403020100 44,28 %30,64 %11,72 %13,36 % FWCDUSPDGrüneGewinne und Verlusteim Vergleich zu 2019 %p 14 12 10 8 6 4 2 0 −2 −4 −6 −8−10−5,41 %p+2,01 %p−9,96 %p+13,36 %pFWCDUSPDGrüne |
| gesamt                            | gesamt                                      | 100,0   | 18         | 100,0   | 18         | Kommunalwahl 2024 %50403020100 44,28 %30,64 %11,72 %13,36 % FWCDUSPDGrüneGewinne und Verlusteim Vergleich zu 2019 %p 14 12 10 8 6 4 2 0 −2 −4 −6 −8−10−5,41 %p+2,01 %p−9,96 %p+13,36 %pFWCDUSPDGrüne |
| Wahlbeteiligung                   | Wahlbeteiligung                             | 61,19 % | 61,19 %    | 59,88 % | 59,88 %    | Kommunalwahl 2024 %50403020100 44,28 %30,64 %11,72 %13,36 % FWCDUSPDGrüneGewinne und Verlusteim Vergleich zu 2019 %p 14 12 10 8 6 4 2 0 −2 −4 −6 −8−10−5,41 %p+2,01 %p−9,96 %p+13,36 %pFWCDUSPDGrüne |

## Bürgermeister
- 1873–1874: Wendel Friedrich Keller
- 1874–1888: Carl Rothweiler
- 1888–1900: Christian Rommel
- 1900–1908: Carl Wintergerst
- 1909–1938: Karl Geiger
- 1938–1943: Paul Roller
- 1943–1945: Karl Geiger
- 1945–1946: Adolf Silber
- 1946–1954: Fritz Stumpp
- 1954–1986: Walter Dieterich
- 1986–2018: Peter Jahn
- seit 2018: Ralf Barth

Ralf Barth ist seit dem 18. April 2018 Bürgermeister von Denkendorf. Er erhielt am 25. Februar 2018 78,9 Prozent der Stimmen.

## Wappen und Flagge

Flagge der Gemeinde Denkendorf

| Wappen von Denkendorf | Blasonierung: „In Blau ein goldenes (gelbes) Patriarchen-Hochkreuz zwischen den beiden goldenen (gelben) Großbuchstaben D.“ |
| Wappen von Denkendorf | Wappenbegründung: Das Doppelkreuz stammt aus dem Wappen der Abtei Denkendorf, die in der Geschichte des Ortes von großer Bedeutung war. Die beiden Buchstaben D stehen für Dorf Denkendorf. Am 21. Juni 1965 wurde Denkendorf durch das Innenministerium ein Wappen und eine Flagge in den Farben Gelb-Blau verliehen. |

## Städtepartnerschaften
Die Städtepartnerschaft mit dem Ort Meximieux in Frankreich (bei Lyon) besteht seit 27. September 1986 und wird aktiv gepflegt. Es finden gemeinsame Sommercamps statt, jährliche Feste, Sportvereine organisieren Turniere und Schüleraustausche werden in der Denkendorfer Realschule und in den Nellinger Gymnasien angeboten.

## Religionen
Durch die Einführung der Reformation 1535 wurde Denkendorf evangelisch. Das Kloster Denkendorf wurde in eine evangelische Klosterschule umgewandelt. Seit 1972 beherbergt es eine evangelische Fortbildungsstätte. Neben der evangelischen Kirchengemeinde gibt es auch je eine Ortsgruppe der Süddeutschen Gemeinschaft, der Hahn’schen Gemeinschaft und der Altpietistischen Gemeinschaft, die alle auch dem Verbund der Evangelischen Landeskirche angehören.
Eine römisch-katholische Kirche gibt es in Denkendorf erst wieder seit 1961.

## Wirtschaft und Infrastruktur

### Verkehr
Von 1926 bis 1978 war Denkendorf durch die Straßenbahn Esslingen–Nellingen–Denkendorf mit der Kreisstadt Esslingen am Neckar per Schiene verbunden. Die Verbindung mit Nellingen und Esslingen stellt heute die Buslinie 119 der END Verkehrsgesellschaft her. In Nellingen besteht ferner Anschluss an die Linien U7 und U8 der Stuttgarter Stadtbahn, sie enden beide dort.
Die Bundesstraße 10 ist über das Körschtal oder die Nellinger Umgehungsstraße in wenigen Minuten zu erreichen und verbindet Denkendorf mit Stuttgart, Esslingen, Plochingen und Göppingen. Die Bundesautobahn 8 führt südlich des Orts vorbei. Sie verbindet Stuttgart mit München und Karlsruhe. Die beiden nächstgelegenen Anschlussstellen sind im Osten Wendlingen (knapp 10 Min.) und im Westen Neuhausen (5 Min.) Auf dem Gemeindegebiet befindet sich das Sulzbachviadukt, das die Autobahn über den namensgebenden Fluss führt.
Der Flughafen Stuttgart ist in knapp 15 Minuten zu erreichen.
Die im Zuge des Projekts Stuttgart 21 im Bau befindliche Neubaustrecke Stuttgart–Wendlingen verläuft im Bereich von Denkendorf in Verkehrswegebündelung mit der Autobahn, unter anderem mit dem Tunnel Denkendorf und der Eisenbahnüberführung Sulzbachtal.
Über eine Alltagsradroute aus dem Radnetz Baden-Württemberg ist Denkendorf über Neuhausen auf den Fildern, Filderstadt und Leinfelden-Echterdingen mit Stuttgart-Möhringen und in der anderen Richtung über Köngen und Wendlingen mit Kirchheim unter Teck verbunden. 
Durch Denkendorf verläuft der Hohenzollern-Radweg, der vom Bodensee über die hohenzollerischen Städte Sigmaringen und Hechingen und über Rottenburg am Neckar und Esslingen nach Weinstadt im Rems-Murr-Kreis führt.

### Belastung durch Verkehrslärm
Die Kehrseite der sehr guten Verkehrsanbindung sind stark erhöhte Lärmemissionen, denen der Ort ausgesetzt ist. Die Autobahn A8 im Süden der Gemarkung sorgt für eine Dauerbeschallung rund um die Uhr. Die mehrfach verbesserten Lärmschutzbauten entlang der Autobahn brachten nur vorübergehende Entlastungen; die Effekte wurden durch die ständige Zunahme des Verkehrs wieder eingeholt. Alle Vorstöße, eine Geschwindigkeitsbeschränkung in diesem Abschnitt der A8 herbeizuführen, sind bis jetzt gescheitert. Nach dem Bau der Neubaustrecke Stuttgart-Wendlingen entlang der Autobahn wird die Gesamt-Lärmbelastung vermutlich weiter zunehmen.
Die Einflugschneise des Flughafens Stuttgart verläuft an der nördlichen Baugrenze des Ortes und sorgt von der anderen Seite her für erheblichen Fluglärm. Die Flughöhe der Flugzeuge beträgt im Bereich Denkendorf nur noch wenige hundert Meter.

### Ansässige Unternehmen
Bekannte Unternehmen in Denkendorf sind:
- Object Carpet, weltweiter Teppichhersteller.
- Deutsche Institute für Textil- und Faserforschung Denkendorf, bestehend aus dem ITCF – Institut für Textilchemie und Chemiefasern, dem ITV – Institut für Textil- und Verfahrenstechnik sowie dem Zentrum für Management Research (DITF-MR).
- Festo Didactic. Die Tochter des Automationsunternehmens Festo bietet unter anderem Lösungen zur Ausbildung im gesamten Spektrum der Fertigungs- und Prozessautomatisierung.
- F. Zimmermann GmbH, weltweit führender Hightech-Anbieter für 5- und 6-achsige Portalfräsmaschinen.
- BMC – CineManufaktur, Weltmarktführer für dreiachsige Remotesysteme.

### Medien
Im Nussbaumverlag erscheint das wöchentliche Amtsblatt.

### Bildung
Mit der Albert-Schweitzer-Schule verfügt Denkendorf über eine Grund- und Realschule. Außerdem gibt es mit der Ludwig-Uhland-Schule noch eine reine Grundschule. In der Nachbargemeinde Ostfildern gibt es weitere Grundschulen und zwei Gymnasien, das Otto-Hahn-Gymnasium und das Heinrich-Heine-Gymnasium. Der Schulträger der beiden Gymnasien ist der Gymnasiale Schulverband Ostfildern, ein kommunaler Zweckverband der Gemeinden Denkendorf und Neuhausen und der Stadt Ostfildern. Die Profile beider Gymnasien unterscheiden sich hinsichtlich ihrer sprachlichen und naturwissenschaftlichen Ausrichtung kaum.
Es gibt sechs evangelische und einen römisch-katholischen Kindergarten im Ort.
Für die sprachliche Förderung von „Gastarbeiter“-Kindern wurde 1972 auf Initiative der Fortbildungsstätte Kloster Denkendorf und unter der Trägerschaft der Kommune und der Kirche, das „Denkendorfer Modell“ einer frühen, spielerischen Sprachförderung entwickelt. Diese Förderung sollte es den Kindern ermöglichen, in Kindergarten- und Schulklassen Anschluss finden. Zugleich wurden die Eltern ermutigt, mit ihren Kindern intensiv in der eigenen Sprache zu sprechen. Ab 1980 wurde das Modell durch Landesmittel gefördert. Später bildeten sich in mehr als 80 Städten und Gemeinden Arbeitsgemeinschaften, die nach den Grundsätzen des Denkendorfer Modells arbeiten.

### Abfallentsorgung
Für die Abfallentsorgung ist der Abfallwirtschaftsbetrieb des Landkreises Esslingen zuständig. Es bestehen getrennte Sammlungen für Biomüll, Hausmüll und Papier. Verpackungen werden im Rahmen des Grünen Punktes in sogenannten gelben Säcken gesammelt. Sperrmüll wird gegen Abgabe eines von zwei Gutscheinen jährlich kostenlos abgeholt oder kann zu einer Entsorgungsstation gebracht werden. Bei den Entsorgungsstationen können auch Elektro- und Metallschrott sowie andere wiederverwertbare Stoffe abgegeben werden.

## Kultur und Sehenswürdigkeiten

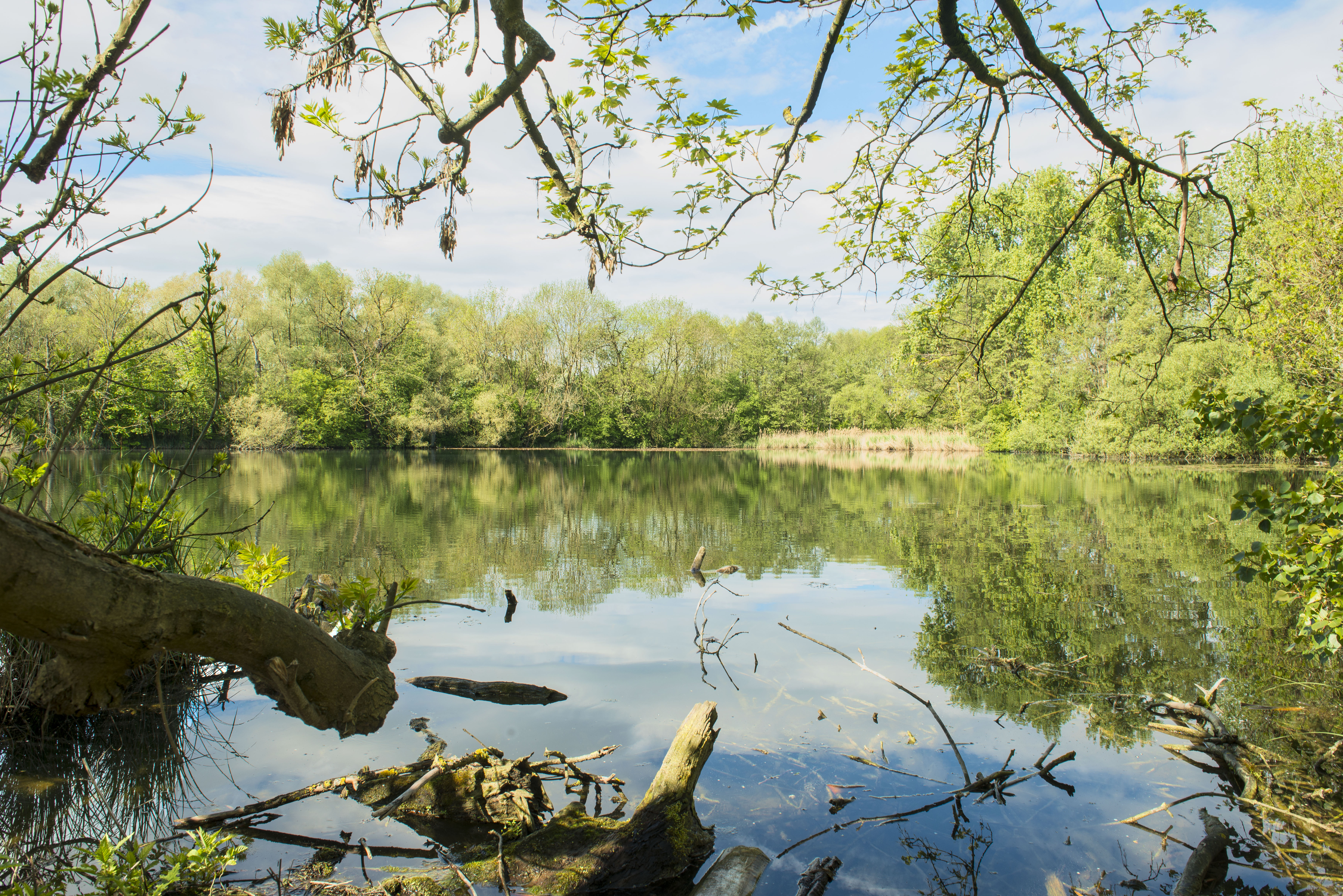
Erlachsee

### Museen
In der Kirchstraße gibt es ein Heimatmuseum.
Dieses ist an jedem ersten Sonntag eines Monates geöffnet.

### Bauwerke
Ortsbildprägend sind die Gebäude des Klosters Denkendorf, bestehend aus der Klosterkirche St. Pelagius, Konventsgebäude, Zehntscheuer und ehemaligem Amtsgebäude (heute Pfarrhaus), sowie dem unterhalb des Klosters gelegenen Maierhof. Das Gesamtensemble der Gebäude steht unter Denkmalschutz. Die Klosterkirche ist die evangelische Ortskirche. Die umgebaute Zehntscheuer dient als Gemeinderaum.
In der Apsis der Klosterkirche wird im Dezember die Krippe der Margarethe Schmid aufgestellt. Sie erzählt mit 76 Figuren die Geschichte vom Sündenfall bis zur Flucht nach Ägypten.
Im Konventsgebäude befand sich in den Jahren von 1950 bis 2005 eine Fortbildungsstätte der Evangelischen Landeskirche in Württemberg. Nach der Schließung der Fortbildungsstätte versuchte die Landeskirche aus Sparzwängen heraus, die nicht mehr benötigten Gebäude der Fortbildungsstätte zu veräußern. Es konnte jedoch kein Interessent gefunden werden. Das Gebäude der Fortbildungsstätte wurde abgerissen. An seiner Stelle wurde im Auftrag der Evangelischen Landeskirche ein Pflegeheim errichtet. Träger der Einrichtung ist die Evangelische Altenheimat.
Die katholische Kirche St. Johann Baptist im Neubaugebiet nördlich des Dorfkerns ist ein Bau im Stil der klassischen Moderne aus dem Jahr 1961 mit Anklängen an den Zeltdachstil (Architekt: Hans Werner Merkle, Stuttgart). Der Kirchbau bildet mit dem freistehenden dreieckigen Turm mit schieferverkleidetem Spitzdach ein bauliches Ensemble. Die künstlerische Ausstattung der Kirche stammt von Gottfried Gruner (Johannes der Täufer, Großrelief an der Außenwand neben dem Eingang) und Traute Gruner (Glasfenster-Folge zum Kreuzweg), ebenfalls aus dem Beginn der 1960er Jahre.

### Sport
Denkendorf verfügt über ein Fußball- und Leichtathletikstadion, mehrere Fußball- und Bolzplätze, einen Tennisplatz mit Außen- und Hallenfeldern, eine Multifunktions-Sporthalle sowie kleinere Sportstätten wie einen Skatepark, einen Bouleplatz und eine weitere kleine Sporthalle nahe dem Ortskern. Weiter verfügt Denkendorf auch über ein großzügiges, reizvoll im Körschtal gelegenes Freibad. Die Vereinsstruktur ist sehr vielfältig. Neben Breitensportvereinen gibt es auch diverse Nischenangebote (z. B. Billard oder Sportkegeln).

## Persönlichkeiten

### Söhne und Töchter der Gemeinde
- Theophilus Jacobäer (1591–1659), Apotheker und Retter der Stadt Pirna
- Ernst Bengel (1735–1793), evangelischer Theologe, württembergischer Superintendent
- Fritz Alexander Kauffmann (1891–1945), Kunstlehrer und Schriftsteller
- Heinrich Werner (1878–1967), Pfarrer und Ehrenbürger
- Margot Eppinger (* 1952), Leichtathletin

### Persönlichkeiten die vor Ort gewirkt haben
- Georg Friedrich Steinweeg (1700–1762), Professor der Klosterschule Denkendorf
- Gottfried Käuffelin (1701–1777), Lehrer an der Klosterschule Denkendorf
- Gottlob Friedrich Müller (1900–1993), Mitgründer des Unternehmens WOLFF & MÜLLER